# Stanislav Hourenko
Stanislav Ivanovitch Hourenko ou Gourenko (en ukrainien : Станіслав Іванович Гуренко, Stanislav Ivanovytch Hourenko), né à Ilovaïsk, région de Donetsk, le 30 mai 1936, et mort le 14 avril 2013  à Kiev, est un homme politique ukrainien.

## Biographie
Il fut brièvement le secrétaire général du Parti communiste d'Ukraine (KPU) de juin 1990 à août 1991, date de l'indépendance de l'Ukraine (le 24) et de l'abolition du KPU (le 30).
Stanislav Hourenko était député de la Rada dans le groupe communiste, mais en mars 2006 il ne s'est pas représenté aux élections parlementaires.